# ميشيل هاريسون
ميشيل هاريسون (بالإنجليزية: Michelle Harrison)‏ هي كاتِبة بريطانية، ولدت في 21 ديسمبر 1979 في غرايز في المملكة المتحدة.

## وصلات خارجية
- الموقع الرسمي